# 紀元前280年
紀元前280年（きげんぜん280ねん）は、ローマ暦の年である。
当時は、「ラエヴィヌスとコルンカニウスが執政官の年」(時にはローマ建国紀元474とも）呼ばれた。紀元前280年という命名は、キリスト紀元の紀年法がヨーロッパで一般化した中世から使われ始めた。

## 他の紀年法
- 干支 : 辛巳
- 日本
  - 皇紀381年
  - 孝霊天皇11年
- 中国
  - 周 - 赧王35年
  - 秦 - 昭襄王27年
  - 楚 - 頃襄王19年
  - 斉 - 襄王4年
  - 燕 - 昭王32年
  - 趙 - 恵文王19年
  - 魏 - 昭王16年
  - 韓 - 釐王16年
- 朝鮮
  - 檀紀2054年
- ベトナム :
- 仏滅紀元 : 265年
- ユダヤ暦 :

## できごと

### 地域

#### セレウコス朝
- アンティオコス1世が、長男のセレウコスを東部の王に任命するが、無能さが判明する。
- アンティオコス1世が、父の仇であるマケドニア王プトレマイオス・ケラウノスに和平を結ぶことを強いられ、マケドニアとトラキアを支配する計画が破綻する。
- ビテュニア王ニコメデス1世が、父ジポイテス1世から続くアンティオコスの侵攻に脅かされる。アンティオコスはビテュニアに侵攻したが、戦いの危険を冒さず撤退した。
- アンティオコスが、カッパドキアを支配するペルシア系王朝を影響下に置くことに失敗する
- アンティオコスが、第一次シリア戦争でエジプトのプトレマイオス2世に敗北する。

#### ギリシア
- ピュロスが、マケドニア王プトレマイオス・ケラウノスと同盟を結ぶ。この同盟によりイタリア遠征（ピュロス戦争）が可能になった。
- アカイア同盟がペロポネソス半島北部の12のポリスにより再結成される。後に非アカイア国家以外をも含み拡大した。同盟には、2名の成員のストラテゴスがおり、 比例代表制の連邦会議と自由市民全員の年会を開催した。これにより会により共通の貨幣鋳造と外交政策を決定し、成員のポリスは軍を出しあった。
- ロドスが、栄華を極め、島の同盟の長となり、エーゲ海の平和と自由を守ることを助けた。
- ロドス島の巨像が、彫刻家のリンドスのカレスにより12年を費やした後完成する。後に古代の世界の七不思議の一つとなる。ロドス島の巨像は、古代ギリシャの太陽神ヘーリオスをかたどり、高さは70キューピット（約34メートル）あり、古代世界最大の像であった。

#### 共和政ローマ
- タラスの要請に応え、ピュロスは20000を超える軍を率いローマと対決する（ピュロス戦争）。ヘラクレアの戦いにおいて、プブリウス・ヴァレリウス・ラエヴィヌス執政官率いるローマ軍を撃破する。戦象を巧みに使ったことが勝利に大いに貢献した。ルカニア人やブルティウム人やメサピ人といった部族や、クロトンやロクリといったギリシャ都市もピュロス軍に参加した。
- ローマの司令官で雄弁家のガイウス・ファブリシウス・ルスキヌスが、身代金の交渉と捕虜交換のために派遣される。ピュロスはファブリシウスが賄賂を断ったことに感銘を受け、身代金なしで捕虜を釈放した。勝利により、ピュロスはラティウムまで前進する。

#### 中国
- 秦の白起が趙を破り、2万人を斬首し、代の光狼城を奪った。
- 秦の司馬錯が、隴西の兵を発して蜀から楚の黔中を攻撃し、これを陥落させた。楚は漢北と上庸の地を秦に割譲した。
- 秦で赦令が下され、罪人を南陽に移した。

### トピック

#### 天文学
- サモスのアリスタルコスが、月の上を通過する地球の影の大きさを使い、月の直径が地球の3分の1と見積もる。最初に太陽系の太陽中心説的な見解を提案するが、地球の動いていることの証拠がなかったため、無視されてしまう。

## 誕生
- ビザンチウムのフィロン 古代ギリシアの数学者、旅行家 、機械について書き記す。(推定)紀元前220年没)
- 李斯　秦の宰相、法家の思想家(推定)紀元前208年没)

## 死去
- ヘロフィロス ギリシャのアレキサンドリアの医学者。初期に人体解剖を公然と行った者で、解剖学の父と呼ばれる。(紀元前335年生)
- ファレーロンのデメトリウス(またはデメトリウス・ファレレウス)　アテネの雄弁家、政治家、哲学者。プトレマイオス1世の法廷で著名となり、雄弁家としての名声をほしいままにした。(紀元前350年生)